# Doug Sweetland
Douglas „Doug“ Sweetland (* in State College, Pennsylvania) ist ein US-amerikanischer Animator und Filmregisseur.

## Leben
Sweetland besuchte bis 1992 die State College Area High School und studierte anschließend am California Institute of the Arts Charakterdesign. Bereits während des Studiums entstanden die Kurzfilme Everything That Comes Around Comes Around (1992) und Blind Spot (1993). Er brach das Studium 1994 ab, um bei Pixar als Animator zu arbeiten. Seine erste Arbeit für Pixar wurde die als Animator beim Film Toy Story. Sweetland wurde in der Folge eine Schlüsselfigur bei Pixar, so war er als Animator oder leitender Animator an den ersten sieben Spielfilmen des Animationsstudios beteiligt. Zwei Mal wurde er als Animator mit einem Annie Award ausgezeichnet, so für seine Arbeit an Die Monster AG und Findet Nemo.
Sein Regiedebüt und Debüt als Drehbuchautor gab Sweetland 2008 beim Kurzfilm Presto, für den er 2009 eine Oscarnominierung in der Kategorie Bester animierter Kurzfilm erhielt. Zwischen 2010 und 2012 arbeitete Sweetland am Animationsfilm The Familiars von Sony Pictures Animation. Im Jahr 2013 folgte Sweetlands zweite Drehbucharbeit, der interaktive Google-Kurzfilm Windy Day. Seit 2013 arbeitet Sweetland am Animationslangfilm Storks, bei dem er neben Nick Stoller die Koregie innehat.

## Filmografie
Wenn nicht anders angegeben, als Animator:
- 1995: Toy Story
- 1998: Das große Krabbeln (A Bug’s Life)
- 1999: Toy Story 2
- 2001: Die Monster AG (Monsters, Inc.)
- 2003: Findet Nemo (Finding Nemo)
- 2003: Boundin’ – Ein Schaf ist von der Wolle (Boundin’)
- 2004: Die Unglaublichen – The Incredibles (The Incredibles)
- 2006: Cars
- 2008: Presto – als Regisseur, Drehbuchautor
- 2013: Windy Day – auch Drehbuchautor
- 2016: Störche – Abenteuer im Anflug (Storks) – als Regisseur

## Auszeichnungen
- 2000: Nominierung Annie Award, herausragende Einzelleistung im Bereich Charakteranimation, für Toy Story 2
- 2003: Annie Award, herausragende Charakteranimation, für Die Monster AG
- 2004: Annie Award, herausragende Charakteranimation, für Findet Nemo
- 2009: Oscar-Nominierung, Bester animierter Kurzfilm, für Presto